# Festival du film de Bogota
Le Festival du film de Bogota (espagnol : Festival de Cine de Bogotá) est un festival de cinéma se déroulant à Bogota (en Colombie). Il s'agit du plus grand festival de cinéma colombien avec le Festival international du film de Carthagène. Le festival a été créé en 1984 et se déroule généralement en septembre ou octobre. La récompense se nomme le Círculo Precolombino de Oro.

## QuelquesCírculo Precolombino de Oro
- 1986 : Frida, nature vivante (Frida, naturaleza viva) de Paul Leduc
- 1999 : Dis-moi que je rêve de Claude Mouriéras
- 2000 : Amours chiennes (Amores perros) d'Alejandro González Iñárritu

### Autres prix
- 2002 : Marta Rodríguez obtient le Special Precolumbian Icon